# Old Head of Kinsale
Old Head of Kinsale är en udde i republiken Irland.   Den ligger i grevskapet County Cork och provinsen Munster, i den södra delen av landet.
Terrängen inåt land är platt. På udden finns en golfplats.